# Sangyé Nyenpa Rinpoché
Les Sangyé Nyenpa Rinpoché sont des maîtres d'une lignée tibétaine, dont le 1er, Tashi Paljor (Sangye Nyenpa), appartient à la lignée du rosaire d'or, considérés comme des émanations du Bouddha Maitreya et liès au monastère de Benchen au Tibet. 
L'actuel Sangyé Nyenpa est le dixième représentant de la lignée. Il est né en 1964 près de Paro Taktshang au Bhoutan. Il fut reconnu et intronisé à l'âge de 5 ans par 16e  Karmapa qui fut son principal maître spirituel et dont il reçut les premiers vœux monastiques et ceux de Bodhisattva, ainsi que de nombreuses initiations de l'Anuttara Yoga Tantra et des enseignements à l'institut Nalanda de Rumtek. Il obtint le titre d'Acharya et enseigna à durant trois années dans cette institution. Parmi ses nombreux autres maîtres, Dilgo Khyentse Rinpoché fut très proche de sa précédente incarnation,. 
Il vit au Népal à Katmandou au monastère de Benchen Phuntsok Darjeeling qui est son siège actuel, ainsi que celui du 3e Tenga Rinpoché.
Depuis 1997, le hall du monastère de Benchen au Tibet est en reconstruction sur les conseils du 10e Sangyé Nyenpa Rinpoché et du 3e Tenga Rinpoché.
Il apparaît dans le film Blow Horn de Luis Miñarro sorti en 2009. 